# Берёзовка (Петровский район, Саратовская область)
Берёзовка — село в Петровском районе Саратовской области, административный центр сельского поселения Берёзовское муниципальное образование.

## География
Находится на расстоянии примерно 27 км по прямой на юг-юго-запад от районного центра города Петровск, примыкает с запада к станции Жерновка.

## История
Официальная дата основания 1787 год. Село основано переселенцами из Ярославской губернии, принадлежало Вяземскому, а в 1789 году оказалась у Васильчикова. Первоначальное название Медведицкое. С 1840-х годов – село. По другим данным село основано было значительно раньше, в период 1723—1728 годов.

## Население
| 1939 | 2002 | 2010 |
| ---- | ---- | ---- |
| 1580 | ↘963 | ↘580 |

Постоянное население составило 693 человека (русские 80%) в 2002 году, 704 в 2010.